# الكشافة الجوية
الكشافة الجوية وهي قسم في الحركة الكشفية العالمية وتركز بشكل خاص على برامج الأنشطة القائمة على الطيران والتحليق في الجو . الكشافة الجوية تتبع نفس اسلوب الكشافة العادية ولكنها تكرس وتركز على الأنشطة الجوية الخاصة بهم.
الكشافة الجوية غالبا ما يرتدون زيا مختلفا بعض الشيء عن بقية الحركة الكشفية وقد يكون فيه شارات إضافية.

## روابط خارجية
- "التاريخ المبكر من الهواء الكشافة". مؤرشف من الأصل في 2019-05-09.
- الكشافة الجوية كانبيرا، أستراليا